# 석남로 (울산)
석남로(Seoknam-ro)는 울산광역시 울주군 상북면 중심부를 연결하는 도로이다.

## 노선 경로
- 산내로와 직결 (밀양시계)
- 석남터널
- 베내골입구삼거리 - 배내로 (국가지원지방도 제69호선) ◆ 국가지원지방도 제69호선 진입 ↓ ◆
- 행정마을입구 - 운문로 (국가지원지방도 제69호선) ◆ 국가지원지방도 제69호선 진입 ↑ ◆
- 궁근정삼거리 - 울밀로 (국도 제24호선), 삽재로 (지방도 제921호선)
- 장성교차로 - 울밀로 (국도 제24호선 ; 밀양 방향)
- 울밀로와 직결 (국도 제24호선 ; 언양 · 울산 방향)

## 같이 보기
- 국도 제24호선
- 가지산 도립공원
- 영남알프스